# Nathalie Gosselin
Nathalie Gosselin (ur. 31 marca 1966) – kanadyjska judoczka. Olimpijka z Atlanty 1996, gdzie zajęła czternaste miejsce w wadze półlekkiej.
Piąta na mistrzostwach świata w 1989; uczestniczka zawodów w 1995. Startowała w Pucharze Świata w latach 1989, 1991, 1993, 1995 i 1996. Brązowa medalistka igrzysk panamerykańskich w 1987 i 1995. Zdobyła trzy medale na mistrzostwach panamerykańskich w latach 1988 - 1994. Trzecia na igrzyskach wspólnoty narodów w 1986. Wicemistrzyni igrzysk frankofońskich w 1989. Siedmiokrotna złota medalistka mistrzostw Kanady w latach 1987-1996.

## Letnie Igrzyska Olimpijskie 1996
| Konkurencja | Eliminacje               | Klas. końcowa |
| Konkurencja | Przeciwnik I             | Miejsce       |
| ----------- | ------------------------ | ------------- |
| 52 kg       | Carolina Mariani (ARG) P | 14.           |